# Jozef Psotka
Jozef Psotka (Kassa, 1934. február 12. – Csomolungma, 1984. október 16.) szlovák hegymászó, a legidősebb, aki oxigénpalack használata nélkül megmászta a Csomolungmát.

## Életrajza
Kassán járt iskolába, 1953-ban érettségizett. Szenvedélye volt a hegymászás, feljutott többek között a Matterhornra és a Kancsendzögára. 1984. október 15-én jutott fel a Csomolungmára Zoltán Demjánnal, Ang Rita serpával. Első szlovákként érték el Demjánnal a világ legmagasabb hegycsúcsát. A visszaúton azonban Psotka balesetet szenvedett és mintegy 1000 méteres zuhanás után szörnyet halt.

## Fordítás
- Ez a szócikk részben vagy egészben  a   Jozef Psotka című angol Wikipédia-szócikk fordításán alapul.  Az eredeti cikk szerkesztőit annak laptörténete sorolja fel. Ez a jelzés csupán a megfogalmazás eredetét és a szerzői jogokat jelzi, nem szolgál a cikkben szereplő információk forrásmegjelöléseként.